# Максимычев, Николай Алексеевич
Николай Алексеевич Максимычев (1912, Москва — 9 декабря 1975, Москва) — участник Великой Отечественной войны, полный кавалер ордена Славы.

## Биография
Призван в Красную Армию в июне 1941 года, сразу попал на фронт.
15 декабря 1943 года близ населённого пункта Злобичи юго-восточнее города Коростень Житомирской области командир отделения разведки 128-го армейского минометного полка (13-я армия, 1-й Украинский фронт) рядовой Максимычев спас жизнь раненому начальнику разведки дивизиона.
14 февраля 1944 года Николай Алексеевич был награждён орденом Славы 3-й степени.
30 июля 1944 года при освобождении Польши в бою около города Жешув командир отделения разведки управления 128-го армейского минометного полка рядовой Н. А. Максимычев ликвидировал троих гитлеровцев, а также взял в плен несколько неприятелей.
14 сентября 1944 года Николай Максимычев награждён орденом Славы 2-й степени.
19 февраля 1945 года в районе населённого пункта Заган (Германия) с помощью разведчика-наблюдателя 128-го армейского минометного полка ефрейтора Максимычева были обнаружены и уничтожены 2 минометных батареи противника, артиллерийская батарея и 3 пулеметные точки. В том же бою он лично ликвидировал около 10 фашистов, а в ночь на 20 февраля 1945 года получил ранение, но не покинул поле боя.
27 июня 1945 года ефрейтор Максимычев был награждён орденом Славы 1-й степени.
После демобилизации в 1945 году проживал в Москве.

## Награды
- орден Славы 1-й степени
- орден Славы 2-й степени
- орден Славы 3-й степени
- медали